# 1854 a vasúti közlekedésben
Ez a szócikk a 1854-ben történt vasúti eseményeket mutatja be.

## Események a világban
- július 17. – Átadják a semmeringi vasútvonalat a mai Ausztria területén.